# Sami (departamento)
Sami é um departamento ou comuna da província de Banwa no Burkina Faso. A sua capital é a cidade de Sami.
Em 1 de julho de 2018 tinha uma população estimada em 12678 habitantes.